# Другий відділ Генерального штабу Війська Польського
II-й відділ Генерального штабу Польської армії, Другий відділ Генерального штабу Війська Польського в 1918—1928 рр., «двуйка» (пол. Oddział II Sztabu Generalnego/Głównego Wojska Polskiego, «Dwójka») — організаційна одиниця Генерального штабу Польської армії (у 1928—1939 рр. Головного штабу Війська Польського), що займалася розвідкою, включаючи радіорозвідку/контррозвідку, нефронтову диверсію, криптологію, дослідження іноземних збройних сил та закордонних справ польської армії (військові аташе Республіки Польща) у 1918—1945 роках.

## Початок розвідки та контррозвідки у Другій Речі Посполитій
З виникненням Генерального штабу Війська Польського під командуванням генерала Тадеуша Розвадовського були створені перші організаційні підрозділи військової розвідки та контррозвідки, що діяли безпосередньо при ньому. Польська військова розвідка та контррозвідка розпочала свою діяльність у середині жовтня 1918 р. як відділ інформації Генерального штабу. З середини жовтня 1918 р. до завдань інформаційного відділу на чолі з майором Мечиславом Мацкевичем, що належало до Служби розвідки, а також Служби наступу та оборони. Третім основним організаційним елементом був відділ Дослідження записів"", а четвертим — «Шифр». Назва оборонний стосувався контррозвідки, що зазвичай використовувалося до кінця польсько-більшовицької війни.
Часті зміни в організаційних структурах Генерального штабу значною мірою були спричинені політичними подіями. В Інформаційному відділі були поспішно створені мережі розвідувальних та оборонних служб (тобто контррозвідки), які забезпечували командування необхідною інформацією.

### Перші структури
Відділ інформації складався із семи відділів:
- Розділ I — вивідування
- Розділ II
  - IIa (Схід) — наступальна розвідка на території Росії (РРФСР-СРСР[1]), Литви, Білорусі (БНР-БРСР), України (УНР-УРСР) та Галичини (ЗУНР-УНР-УРСР)
  - IIb (Захід) — наступальна розвідка на території: Австрії, Німеччини, Франції та Великої Британії
- Розділ III — дізнавання розвідувальне за кордоном: (напрямки — Схід / Захід)
- Розділ IV — підготовка бюлетеня про прифронтові заходи
- Розділ V — надання органам польської влади конкретної інформації, отриманої під час наступальної (розвідки) та оборонної (контррозвідки) діяльності
- Розділ VI — контакти з військовими аташе з Берліна, Відня, Будапешта, Москви та Києва
- Розділ VII — Шифрування/дешифрація

## Розбудова спеціальних служб Другої Речі Посполитої
У наступні місяці інформаційно-розвідувальні структури інтенсивно розширювались. Незабаром відділ інформації було перетворено у відділ II Генерального штабу Верховного командування Польської армії.
Розвідка зробила значний внесок у перемогу в польсько-більшовицькій війні. Під час військового конфлікту безпосередня розвідка проти ворога проводилася окремим підрозділом у формі Розвідувального бюро, що складалося з шести відділень.

### Структура розвідувального бюро
Відділення:
- I — організаційне
- II — наступальне «А»
- III — наступальне «В»
- IV — наступальне «С»
- V — оборонне
- VI — зовнішня пропаганда
- VII — внутрішня пропаганда

Тягар розвідувальної діяльності під час польсько-більшовицької війни покладений був на IV відділ, що займався прифронтовою та глибинною розвідкою (Сибір, Туреччина, Персія, Китай та Японія), і проти України, поблизу фронту та в нетрях РРФСР, були посади, підпорядковані окремо Генеральному штабу III «KН-III» (колишнє «КН-3» Польської організації військових).
Після закінчення бойових дій розпочався процес адаптації розвідувальних та контррозвідувальних структур до мирних умов.

### Структура 2-го відділу Генерального штабу після польсько-більшовицької війни
У середині 1921 р. організаційний план Другого відділу Генерального штабу був таким:
- Організаційний підрозділ
  - Доклади : I — організаційний
  - II — навчання й підготовки
  - III — персоналу (кадровий)
  - IV — фінансовий (з 1923 р. як бюджетний департамент)
  - V — власні та кореспондентські шифри, іноземна преса
- Відділення діловодства
  - Відділення : I — Схід (СРСР, Туреччина, Іран, Індія, Китай, Японія, Америка)
  - II — Захід (Німеччина, Франція, Бельгія, Нідерланди, Швейцарія, Іспанія)
  - III — Північ (скандинавські держави, країни Балтії, Велика Британія)
  - IV — Південь (Австрія, Чехословаччина, Угорщина, Болгарія, Італія)
  - V — статистичний (соціологічний)
  - VI — національностей
    - Німці
    - Жиди
    - Українці
    - Білорусини
    - Литовці
    - Татари
    - Росіяни
    - Чехи
- Відділення розвідки
  - Радник : I — техніка вивідування — капітан Тадеуш Пущинський (1921)
    - A1 — диверсійної розвідки
    - А2 — спеціальне відділення (хімічне)
    - A3 — технічне забезпечення розвідки
    - Хімічна лабораторія
    - Бюро фотографії
    - Паспортне бюро (пізніше в Центральному агентстві)

  - II — центральне агентство — поручник Мечислав Братковський
  - III — контррозвідка — капітан Юліан Грудзінський
  - IV — іноземних шифрів[2]
  - V — радіорозвідка та техніка підслуховування — поручник Ян Ковалевський
- Ад'ютанти

## Польова структура
Місцевими постами відділу II прикордонної служби були:
- Самостійні інформаційні відділи[pl] (СІВ) при окружному штабі окружних корпусів[pl] та при командуванні флоту;
- філії, секції, пости та споруди;
- офіцери (інформатори) діяли в гарнізонах та підрозділах;
- в Корпусі охорони прикордоння[pl] (КОП) були також розвідувальні пункти.

### Філії
- Відділення № 1 2-го відділу прикордонної охорони у Вільно — наступальна розвідка проти СРСР, Литви та Латвії; з 1933 р. вона була підпорядкована командуючому Корпусу охорони прикордоння (КОП, хоча II відділ все ще був підпорядкований штатним та бюджетним умовам).
- Відділення № 3 2-го відділу прикордонної охорони в Бидгощі (до 1930 р. в Познані) проводило наступальну розвідку проти німців. Раніше пости відділення № 3 знаходились у Млаві, Грудзондзі, Гдині, Познані, Білостоці та місті Гданську.
- Відділення № 5 2-го відділу прикордонної служби у Львові проводило наступальну розвідку проти СРСР. З 1933 р. вона була підпорядкована командуючому Корпусу охорони прикордоння «КОП[pl]» (II відділ все ще був підпорядкований в штатному та бюджетному сенсі).
- Відділення № 2 відділу II прикордонної служби у Варшаві

У 1929 р. його було ліквідовано. На його місці в організаційних структурах штабу Відділу II було створено нову філію № 2 з іншим, конкретним обсягом діяльності.
Начальники філій:
- Майор Юзеф Бернацький (1925—1928),
- майор Едмунд Харашкевич,
- капітан Ян Жихонь (близько 1930 р.)

Заступники начальника:
- Майор Фелікс Анкерштейн

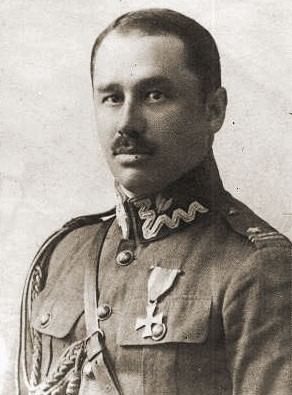
Маріан Штайфер шеф управління №3 у 1924–1927 рр.
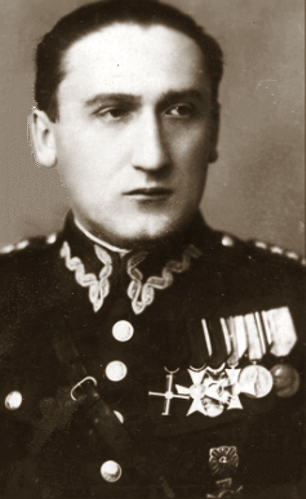
Ян Жихонь шеф управління №4, №2 i №3

Відділення № 4 2-го відділу прикордонної охорони в Катовіцях (до 1930 р. У Кракові) проводило наступальну розвідку проти Німеччини та Чехословаччини.
Начальники філій:
- капітан піхоти Кароль Францішек Глазур (з 10 вересня 1923 р.[3])
- капітан піхоти Ян Жихонь (1927)
- майор піхоти Серпень Новосельський (11 червня 1927 р. — 5 листопада 1928 р.)
- капітан піхоти Людвік Садовський (з 5 листопада 1928 р.)
- майор артилерії Казімєж Шпандровський (від 1933 р. до 22 березня 1939 р.)

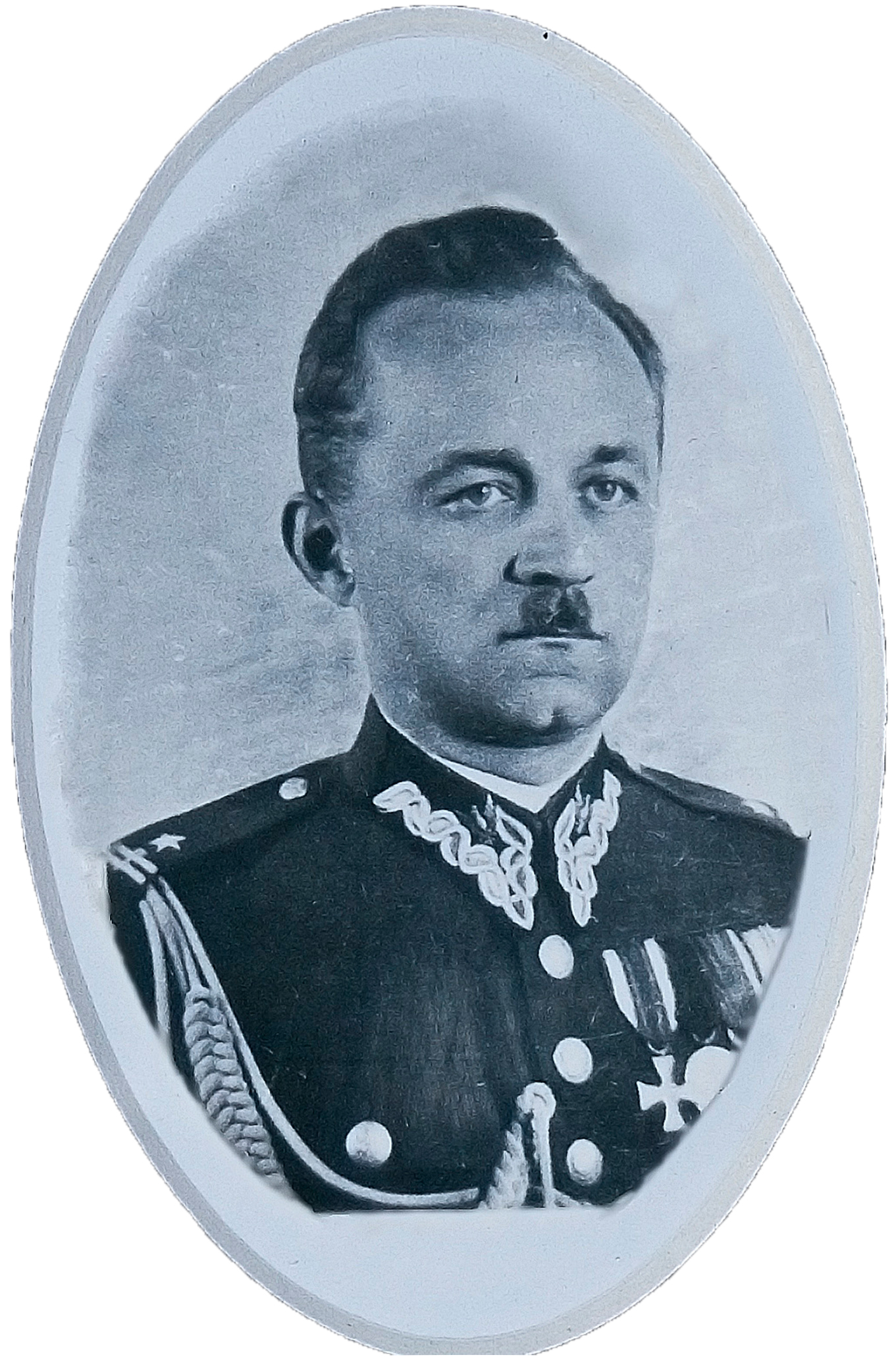
Казімєж Шпандровський

- капітан Станіслав Кунічак (1939)

Організація філії:
- офіцерський пост — Цешин
- офіцерський пост — Хожув
- офіцерський пост — Новий Торг

- Відділення № 6 2-го відділу прикордонної служби у Брест-Литовську (1 червня 1926 р. підпорядковане відділенню № 1 у Вільно) — наступальна розвідка проти СРСР.

- Відділення № 6 Другого відділу прикордонної служби у Лодзі — створене безпосередньо перед Другою світовою війною. Керівником філії став майор Вітольд Лангенфельд. Керівниками філії були підпорядковані дві офіцерські посади: в Оструві-Велькопольському та Ченстохові.

- Відділення № 7 2-го відділу прикордонної служби у місті Гданську (відоме як — Інформаційне бюро Гданська, «БІГ») було створене в 1925 р. після зміни назви Гданського відділення № 2. Проіснувало до 1930 р.[4]. Ця філія працювала в районі Західної Померанії, Східної Пруссії та вільного міста Гданськ[5].

Начальники філій:
- майор Кароль Дубіч-Пентер
- капітан Альфред Біркенмайєр
- капітан Ян Жихонь

Спочатку кожна філія мала схожу організаційну структуру:
- Керівник філії (шеф),
- офіс (канцелярія),
- офіцер економіст,
- відділення розвідки.

Організація та завдання відділень із часом розширювались, згідно з наказами II відділу від 10 квітня 1927 р. або 24 червня 1929 року.
У 1930 р. організація відділень ІІ відділу була такою:
- Керівник філії,
- офіс,
- організаційний відділ,
- відділ досліджень (реєстраційний, діловодства),
- відділ контррозвідки,
- технічна лабораторія.

## Діяльність II відділу Генерального штабу Польської армії на сході

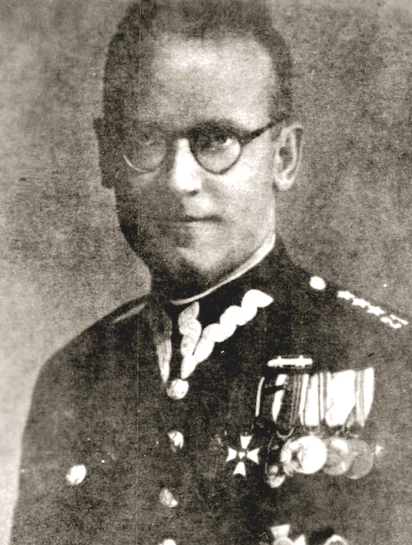
Єжи Незбжицький — начальник відділення «Схід», відділу II

Також після війни почали організовувати «наступальну розвідку» на території сусідів Польщі, яка мала стратегічний конфлікт польського імперіалізму (див. «Східні креси») та прикордонні претензії. Найбільша загроза польській державі вважали є зі східної сторони. Тому саме там (найчастіше через консульства) знаходились офіси відділення «Схід», в тому числі у Москві, Ленінграді, Харкові, Києві та Тифлісі. Вони забезпечували розвідувальною інформацією Польщу, що організовував Корпус охорони кордону (КОП), що був створений в 1924 році. Акції, т. зв. «рейди», здійснені були управлінням КОП (див. Глибинна розвідка), вони здійснювались у прикордонній зоні СРСР під виглядом, наприклад, набігів контрабандистів, нападів бандитів і навіть партизанської діяльності.
Розвідувальні події цього типу дали цінну «польову інформацію» й навіть було вербування агентів або інформаторів. Прикладом є вербування командира 28-ї стрілецької дивізії Червоної Армії Болеслава Контрима, поляка, який незабаром утік до Польщі та розпочав службу в Державній поліції (Політична поліція, контррозвідка). Після 1925 р. деякі посади були ліквідовані, зосереджуючись на спостереженні за радянськими військовими частинами та озброєнням.
Найбільшим провалом польської розвідки в цьому напрямку став перехід на радянський бік резидента польської розвідки у м. Москві Ігнація Сосновського у вересні 1919 року. Він видав цілу мережу польських агентів за умови, що замість того, щоб судити їх у Радянській Росії, вони були б вислані до Польщі. Потім брав участь у вербуванні польських агентів для радянських органів безпеки .
У 1920-х роках умови праці польської розвідки на сході погіршились. Олександр Недзінський, один із керівників польської розвідки на сході, у своєму звіті писав: 
|  | Наша розвідка на сході повністю контролюється контррозвідкою ворога. |

Репресивна влада в СРСР зазначала, щодо діяльності II відділу в СРСР від січня 1929 р.: 
|  | Значний або незначний відсоток контактів об'єктів був з ОДПУ. Стан розвідки щодо Росії вони мали поганий. Вони не відповідали потребам оперативної праці. Складні умови праці в СРСР не обіцяють покращення найближчим часом. |

Польські агенти, заслані в СРСР, в основному походили з українських чи білоруських націоналістичних кіл, тобто водночас вони виконували і завдання для керівництва своїх організацій .
Розвиток агентурної мережі польських розвідувальних підрозділів у СРСР відбувся після укладення польсько-радянського договору в 1932 р., але вже тоді він значною мірою контролювався НКВС (наприклад, у Харкові 90 % польських агентів було підконтрольними спецслужбі СРСР).

## Діяльність 2-го відділу прикордонної служби на заході
Робота проти Німеччини велася паралельно з 1919 р. й посилювалась із збільшенням загрози, яку вони представляли. Відділ «Захід» мав близько тридцяти постів лише в Німеччині.
Особливо заслуговує на увагу діяльність берлінського розвідувального поста «ін.3», що очолював капітан Єжи Сосновський. Він приїхав до Берліну навесні 1926 р. і незабаром став частим відвідувачем салонів найексклюзивнішої компанії німецької столиці. Продемонструвавши «вороже ставлення до польського уряду» і представившись «членом недержавної організації для боротьби проти більшовизму і прихильником польсько-німецької угоди», Сосновський дуже швидко завоював довіру суспільства столиці Третього Рейху, де він діяв. Незабаром Сосновському вдалося завербувати 27-річну Беніту фон Фалькенгайн, дружину офіцера Рейхсверу, для роботи на польську розвідку. Тоді ж за допомогою Беніти Сосновському вдалося переконати Ірен фон Єну, тітку генерала у відставці, яка опинилася у важкому фінансовому становищі і готова була за гроші співпрацювати. Вона працювала у бюджетному відділі міністерства рейхсверу, де вівся облік військових витрат. Ще одним успіхом польського розвідувального посту в Берліні ін.3 стало вербування Сосновським молодого офіцера Аабверу Гюнтера Рудлофа в штаб-квартирі Третього військового округу в Берліні. Рудлоф надав Сосновському персональні дані кількох агентів Абверу, що діяли в Польщі, і за належну грошову винагороду він зобов'язався захистити польську шпигунську мережу від Абверу. Але діяльність капітана Єжи Сосновського закінчилася одним з найбільших шпигунських скандалів у міжвоєнній Європі.

### Глибинна розвідка
Глибинну розвідку підтримували внутрішні відділення «№ 3» (в Бидгощі) та «№ 4» (в Катовицях). Найбільш успішною була філія в Бидгощі (№ 3). У 1924—1927 роках нею керував майор Маріан Штайфер, а згодом майор Ян Жихонь. Під його покровительством була проведена «Операційна візок», що полягала в незаконному контролі листування між Берліном та Східною Прусією.

### Радіорозвідка
До початку Другої світової війни радіотехнічна розвідка була важливим джерелом інформації завдяки криптологам, яким вдалося отримати інформацію, порушуючи німецькі коди, створені з використанням «Enigma». 2-й відділ Генерального штабу польської армії, безпосередньо перед початком Другої світової війни в Пирах (на території м. Варшави), передав свої реконструйовані копії французькій та британській розвідці. Ця подія відбулася 25 липня 1939 р..

### Незалежне ситуаційне бюро «Німеччина»
Незалежне ситуаційне бюро «Німеччина» (незалежний відділ ситуації «N») було створене у квітні 1939 р. у II-му відділі Генерального штабу Збройних Сил Польщі, які були збирачами всієї поточної інформації про стан німецьких військових сил, що спочатку планувалося застосувати лише на період II-ї світової війни.
Це відділення готувало щоденні та щотижневі інформаційні повідомлення для Генеральної інспекції Збройних Сил, начальника Генерального штабу, Міністерства військових справ, Міністерства закордонних справ, штабу ВМС, штабів армії та оперативних груп, а також для внутрішнього використання Відділу II; плани пошуку новин відповідно до ситуації; спеціальні тематичні роботи, що стосувалися поточного перебігу подій.
З середини червня 1939 р. в присутності керівника штабу проводились щоденні інформаційні доповіді, під час яких керівник незалежного ситуаційного управління «N» звітував про розвідку. Висновки з повсякденних ситуацій розробляв начальник штабу і доповідав їх Головнокомандувачеві.

## Співпраця відділу II з КОП
Відділ II використовував допомогу інших державних, цивільних та військових установ країни, в тому числі Інспекції політичної оборони Державної поліції, Міністерства закордонних справ. Відділ II здійснював широку співпрацю з прикордонними формуваннями. На східному та південному кордонах він співпрацював із Корпусом охорони кордону (КОП), який був створений в 1924 р., а з 1928 р. — з Прикордонною охороною, яка відповідала за західний та північний польський кордон.
За погодженням з відділом II головним завданням розвідувальних органів КОП на 1926 р. було:
1. Спостереження за діяльністю литовської розвідки, радянської розвідки, німецької розвідки, за активістами націоналістичних організацій, за комуністами та контрабандистами;
2. проникнення розвідників на терени Литви (Каунас), Росію (СРСР) та Східної Прусії;
3. послаблення (пацифікація) антипольської діяльності в Литви, в Латвії.

## Інше
Військова розвідка також використовувалася у внутрішньополітичних іграх. Перед травневим переворотом Юзеф Пілсудський звинуватив своїх опонентів у тому, що вони наказали стежити за ним «двійці» (відділ II прикордонної охорони). Такі події посилилися після 1930 року.
У 1932 р. також було розпочато діяльність, пов'язану з економічною розвідкою, якою займалось приватне Польське агентство торгової інформації (так зване «прикриття»), підпорядковане військовій розвідці.

## Втрата архіву у вересні 1939 року
У вересні 1939 р. для Абверу було надзвичайно важливо вилучити документацію 2-го відділу Генерального штабу Польської армії, коли в березні 1939 р. Вермахт входив до Богемії та Моравії. Чехословацька розвідка, незважаючи на своє здивування, зуміла передати свої документи до Англії повітряним транспортом. У вересні 1939 р. адмірал Вільгельм Канаріс вирішив діяти ефективніше: були створені команди з близько десятка офіцерів Абверу, які були призначені для військ у першу чергу, де перебували німці, з метою знайти та вилучити всі документи, що цікавили контррозвідку Третього Рейху. Основну групу очолив майор Оскар Рейле — глава резиденції Абверу у Вільному місті Гданськ — еквівалент 3-го відділення 2-го відділу Польської армії з німецької сторони.
У Бидгощі така група швидко зайняла приміщення 3-го відділення 2-го відділу, яке очолював Ян Жихонь. Там не знайшли навіть аркуша паперу, не кажучи вже про будь-які документи. Лише у самого начальника була візитна картка Яна Жихоня.
Подібне було у Варшаві. Коли в день капітуляції столиці, 28 вересня, група «Абверу» увірвалася у місце 2-го відділу на площі Пілсудського, відкривши близько сотні броньованих шаф, де знайшли лише нікчемні публічні німецькі матеріали — адресні книги, розклади з відкритих джерел, телефонні книги, вирізки з преси, порожні бланки та анкети Вермахту.
Однак член спеціальної групи «Абверу» капітан Буланг, «під час довшої прогулянки» (за словами Рейле), відстежував і заблукав до форту Легіонів (на вул. Закрочимської), де він знайшов архіви III відділення II відділу — картотеки розробок об'єктів майора Цихонія. Хоча Жихонь евакуював архіви філії з Бидгоща до Варшави, але він не подбав евакуювати їх далі, і особисто не забезпечив знищення документації на маршруті слідування.
Шість вантажівок німці заповнили знайденими документами. Після первинного відбору та аналізу архіви були перевезені до відповідних аналітичних установ Німеччини. Незабаром розпочалися арешти виявлених таким чином агентів польської розвідки, відбулося розслідування та судові процеси, які зазвичай закінчувались смертними вироками, відсіканням голови сокирою. Аналіз документів також дозволив німцям виявити слабкі сторони власної контррозвідки, перевірити та вдосконалити існуючі процедури, що дозволило Абверу використовувати системи, завдяки яким було вже важче союзникам Польщі проводити розвідницьку діяльність проти Третього Рейху.
Глава спецслужби СД Вальтер Шеленберг відразу після повернення з Варшави — там, де він був з Гітлером на параді перемоги, він два дні аналізував документи польської розвідки в Берліні, заявляючи, що кількість і якість матеріалів, отриманих Другим Відділом вражала, зокрема стосовно виробництва зброї в Третьому Рейху. Отже, він негайно  вирушив до Руру, щоб дослідити та вдосконалити секрети військового виробництва. Майже два місяці Шеленберг модифіковував службу німецької контррозвідки, тоді ж розширив мережу контррозвідки, що охоплювало було сотні заводів, що працювали на німецьку армію. Використовуючи документи Форту Легіонів було заарештовано шістнадцять співробітників польської розвідки, один з яких, був керівником виробництва на одній з німецьких фабрик, котрий був поляком за походженням, і який керував — як це було встановлено під час розслідування — передачею Польщі «півтори скрині секретних документів» Третього Рейху. Під час арешту його навіть застали під час зустрічі з офіцером, який представляв військове підпілля (СПП), яке вже сформувалося у Варшаві.
На основі архівів Другого відділу нацисти швидко виявили агентів польської розвідки. Понад сотня людей, впроваджених у важливо критичні точки Третього Рейху, стояли перед німецькими військовими судами і були страчені шляхом відсікання голови сокирою.
Серед інших заарештували та стратили Поліну Тишевську, багаторічну секретарку й кохану жінку високопоставленого офіцера «Абверу» в Гданську. Документи Форту Легіонів також дозволили «Абверові» виявити, що їх назвичайно цінний сотрудник (німецький митник), який був важливим пунктом підтримки «Абверу» контактів з німецькими агентами в Польщі, насправді був агентом 2-го відділу польської армії.
Архіви, про необхідність знищення яких забули, також призвели до розкриття німецькою контррозвідкою агента в штабі «Абверу» в Берліні підполковника Гюнтера Рудлофа, якого завербував майор Єжи Сосновський. Заарештований Рудлоф покінчив життя самогубством.
Оскар Рейл був зацікавлений у відкритті матеріалів Форту Легіонів. Бо саме завдяки цим документам він був звільнений від усіх звинувачень та підозр у необережності, спричинених численними випадками завербованих ним німецьких агентів у Польщі, оскільки — документи вказували на справжні джерела витоків інформації. Після падіння Франції в червні 1940 р. Рейле був призначений керівником форпосту «Абверу» в окупованому м. Парижі.

## Втрачені архіви
Багато цікавих справ, проваджених відділом II Генерального штабу Збройних сил Польщі, включаючи дуже важливі операції, не підтверджуються архівами. Збережені та доступні матеріали не є повними, оскільки під час Другої світової війни оперативні справи (і не тільки) Другого відділу Генерального штабу Польської армії були в руках німців, а потім наприкінці тої війни найцінніші документи були захоплені на території Німеччини окупованої Червоною Армією, спеціальними групами МДБ, які транспортували архіви в Росію (СРСР). Пов'язаний з цим дефіцит вихідних матеріалів унеможливлює правильну подачу відповідей на багато питань на дану тему.

## Структура 2-го відділу прикордонної служби в серпні 1939 року
У серпні 1939 р. організаційна структура Другого інформаційного відділу Генерального штабу була такою:
- Керівник відділення II
- І-й заступник керівника філії
- 2-й заступник начальника управління
- Загальне відділення
  - Організаційно-кадровий відділ
  - Навчальний відділ
  - Бюджетний відділ
  - Офіс (канцелярія)
  - Архівний відділ
- Розвідувальне відділення ІІа
  - Відділ «Схід»
  - відділ «Захід»
- ІІб відділення контррозвідки
  - Загальне відділення
  - Відділення контррозвідки
  - Відділення безпеки
  - Національний офіс
  - [Інспекційна служба]
  - Департамент центрального агентства
  - Центральна картотека
- Відділення III
  - Відділення планування розвідки
  - Відділення планування диверсій
  - Відділ планування пропаганди
- IV відділ
  - Незалежне відділення «Німеччина»
  - Незалежне відділення «Росія»
  - Незалежне відділення загальних досліджень
- Бюро шифру та радіорозвідки
  - BS1
  - BS2
  - BS3
  - BS4
- Незалежне загальне відділення
- Незалежне технічне відділення (Технічний інститут)
- Незалежне ситуаційне бюро «Німеччина»

## Персонал філії II
Керівники Другого відділу Генерального штабу Верховного Командування, Генерального штабу (з 1928 р. Генерального штабу) у 1920—1939 рр. та II відділу апарату Верховного Головнокомандувача у 1939—1945 роках.
- Підполковник (піхота) Ігнацій Матушевський (липень 1920 — 28 липня 1923 р.)
- полковник (піхота) Міхал Байєр (28 липня 1923 р. — травень 1926 р.)
- полковник (піхота) Єжи Ферек-Блешинський (після травень — листопад 1926 р.)
- підполковник (артилерія) Тадеуш Шетцель (листопад 1926 р. — січень 1929 р.)
- підполковник (піхота) Тадеуш Пелчинський (січень 1929 р. — лютий 1932 р.)
- полковник (піхота) Теодор Фургальський (лютий 1932—1934 рр.)
- полковник (інженер, піхота) Єжи Енгліш (1934 р. — жовтень 1935 р.)
- полковник (піхота) Тадеуш Пелчинський (жовтень 1935 р. — січень 1939 р.)
- полковник (кавалерія) Юзеф Смоленський (лютий — вересень 1939 р.)
- полковник (піхота) Тадеуш Адам Василевський (листопад 1939 р. — червень 1940 р.)
- полковник (кавалерія) Леон Міткевич-Жолтек (липень 1940 р. — грудень 1941 р.)
- підполковник/полковник (піхота) Станіслав Гано (грудень 1941—1945 рр.)

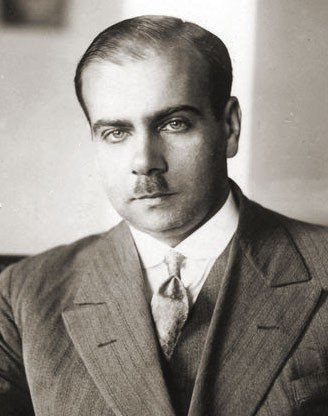
Ігнацій Матушевський
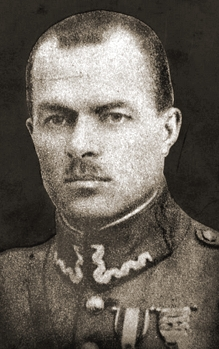
Міхал Байєр
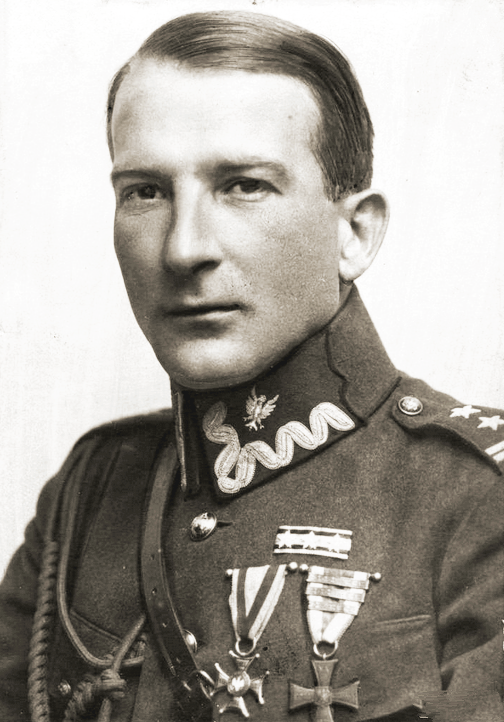
Єжи Ферек-Блешинський
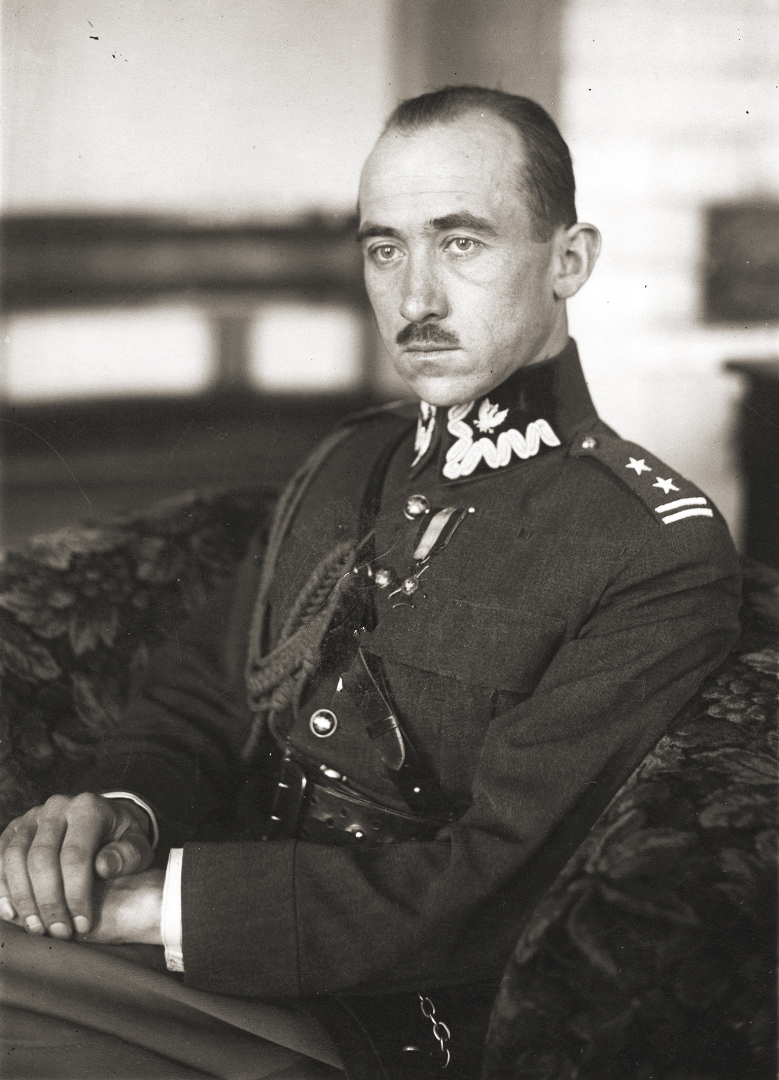
Тадеуш Шетцель
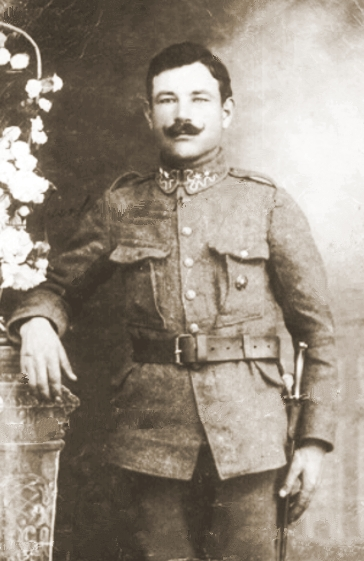
Теодор Фургальський
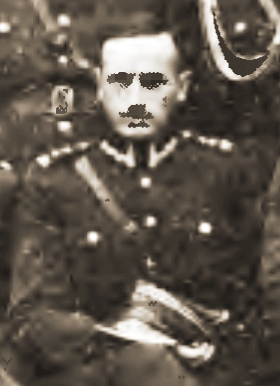
Єжи Енгліш
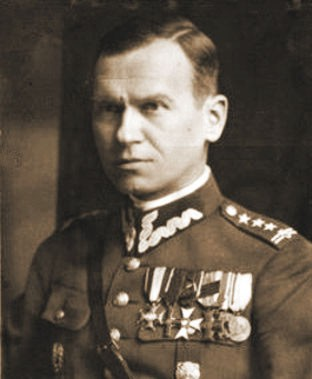
Тадеуш Пелчинський
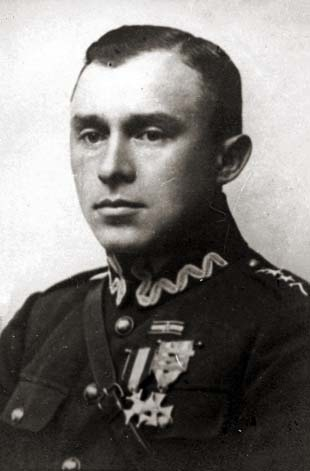
Юзеф Смоленський
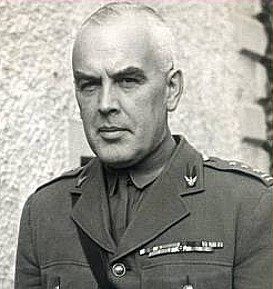
Леон Міткевич-Жолтек
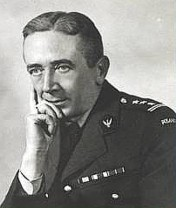
Станіслав Гано

І заступник керівника філії
- полковник піхоти Юзеф Енгліхт (1939[9])

II заступник керівника філії
- полковник піхоти Ян Цестонь (1939[9])[D 1]